# کلی ایکن
کلی ایکن (به انگلیسی: Clay Aiken) (زاده ۳۰ نوامبر ۱۹۷۸) نفر دوم از فصل دوم از سری مسابقات امریکن آیدل، خواننده، ترانه‌سرا، بازیگر، تهیه‌کننده و نویسنده اهل آمریکا است. او شهرتش را در سال ۲۰۰۳ در فصل دوم از مسابقات تلویزیونی امریکن آیدل بدست آورد.